# Luca Pacioli
Luca Pacioli o fra Luca Bartolomeo Pacioli —també Paciolo, Paccioli o Paciolus— (Borgo Sansepolcro c. 1445- Sansepolcro 1514 o 1517) fou un cèlebre franciscà i -especialment- matemàtic italià, un dels pioners del càlcul de probabilitats i realitzador de grans aportacions a la comptabilitat.

## Vida i obra
Lucca Pacioli va néixer a Borgo de Sansepolcro, petita població de la regió de Toscana cap a l'any 1446. Poc se sap de la seva vida abans de 1500, excepte que el seu pare va morir quan ell tenia onze o dotze anys i, com que els seus germans eren monjos franciscans, ell va ser acollit per un comerciant i polític local. En la seva joventut va estudiar en l'anomenada "escola de l'àbac", possiblement dirigida per Piero della Francesca a Sansepolcro; aquest tipus d'escola matemàtica es basava en l'anomenada numeració aràbiga; centres d'aquest tipus d'escola havien sorgit en les principals places comercials d'Europa a partir del segle xi.
El 1464 va deixar Sansepolcro per continuar estudiant a Venècia. A Venècia, va ser contractat pel comerciant Antonio Rompiasi i va freqüentar l'anomenada Scuola di Rialto, en la qual ensenyava Domenico Bragadin, que basava els seus ensenyaments en la lògica i en les matemàtiques per a estudiar medicina i astrologia; era un pensament humanista que considerava la ciència com el millor mètode d'accedir a Déu; és llavors, segons tot sembla indicar-ho, que Pacioli decideix ordenar-se frare; així és que després va ingressar a l'orde franciscà, probablement el (1472). Quan fou professor de matemàtiques, va viatjar fent classes per diverses regions d'Itàlia, residint principalment a Florència, Pisa, Perusa, Bolonya, Roma, Nàpols, Milà i Venècia; a Milà, va arribar el 1497 en acceptar una oferta del duc Lluís el Moro i va col·laborar amb Leonardo da Vinci en els estudis referits a la secció àuria, que ell anomenava divina proporció.

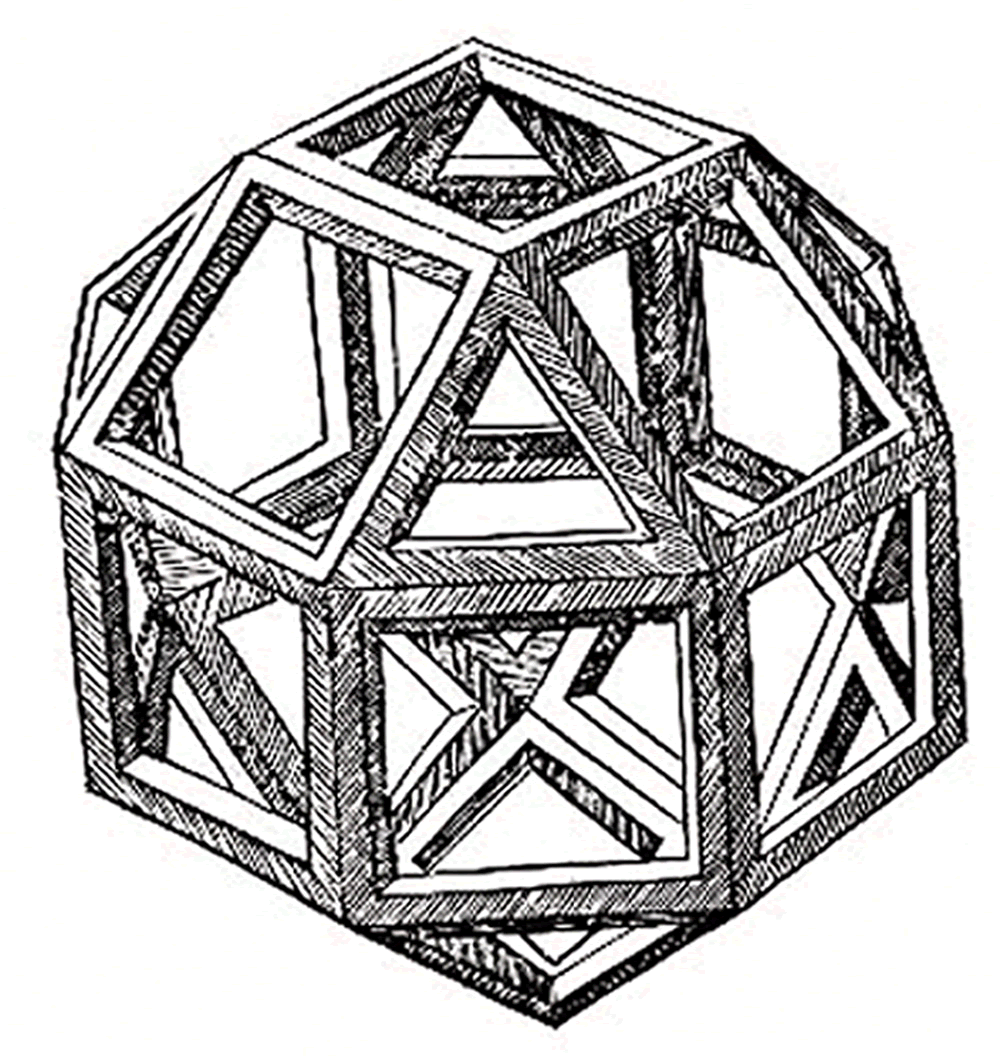
La primera il·lustració realitzada per Leonardo d'un cubooctaedre romboïdal per a De divina proportione seguint les indicacions de Luca Pacioli

El 1494 (ajudat pel recent -per a Europa- invent de la impremta de tipus mòbils), va publicar a Venècia una veritable enciclopèdia de ciències matemàtiques titulada Summa di arithmetica, geometrica, proportione, et proportionalita, que va redactar en llatí medieval vulgar (el mateix Pacioli va declarar que va utilitzar un imbroglio de termes llatins, italians i grecs); l'obra conté un tractat general d'aritmètica i àlgebra; aquests elements aritmètics eren molt utilitzats pels mercaders per a efectuar comparances i canvis de les monedes, pesos i mesures que usaven els diferents estats feudals. Un dels capítols de la Summa es titula Tractatus de computis et scripturis i en aquest és presentat per primera vegada, d'una manera sistemàtica, el concepte (bàsic actualment per a la comptabilitat) de partida doble (i amb això, els de deure i haver, així com els de balanç i inventari). Conceptes que aviat es van difondre per tot Europa amb el nom de "mètode venecià", perquè era usat principalment pels comerciants venecians en les seves transaccions.
El 1509, va escriure Pacioli una traducció llatina de la Geometria d'Euclides i va publicar un text que havia concebut durant la seva estada el 1497 en la cort de Ludovico Sforza (Ludovico El Moro); a aquest llibre, li va donar per títol De Divina Proportione, i fou il·lustrat amb els cèlebres gravats realitzats per Leonardo, en els quals es representen suggestives figures polièdriques. En La divina proporció, Pacioli tracta el tema de la proporció àuria, i hi fa consideracions cosmològiques i matemàtiques connexes a la teoria dels sòlids platònics i altres tipologies de poliedres, consideracions referides a l'arquitectura preses de Vitrubio i de Leon Battista Alberti; també aborda qüestions relatives a la perspectiva (camp que llavors interessava molt al seu paisà, el pintor Piero della Francesca, fent esment dels grans mestres Melozzo da Forlì i Marco Palmezzaro entre d'altres).

## Perfil cultural de Lucca Pacioli
És evident que Pacioli oscil·la entre dues concepcions antitètiques de les matemàtiques: l'una de caràcter pragmàtic i l'altra de caràcter especulatiu i, fins i tot, místic; amb relació a la segona, no fou influït per les suggestions mistico-màgiques del platonisme humanista originat en l'Acadèmia de Marsilio Ficino.
Per això, l'obra de Pacioli ha de ser entesa d'acord amb el context de l'època del Renaixement italià. Pacioli no és com el seu coetani Girolamo Cardano, ni tampoc com més tard fóra Johannes Kepler, és a dir, no és un matemàtic en el sentit actual; rememorant Pitàgores, afirmà que "la ciència matemàtica s'ha d'entendre com la suma d'aritmètica, geometria, astrologia (llavors confosa encara amb l'astronomia), música, perspectiva, arquitectura i cosmografia" (aquesta última en temps de Pacioli, encara no diferenciada de la cosmologia, topografia i la geografia).

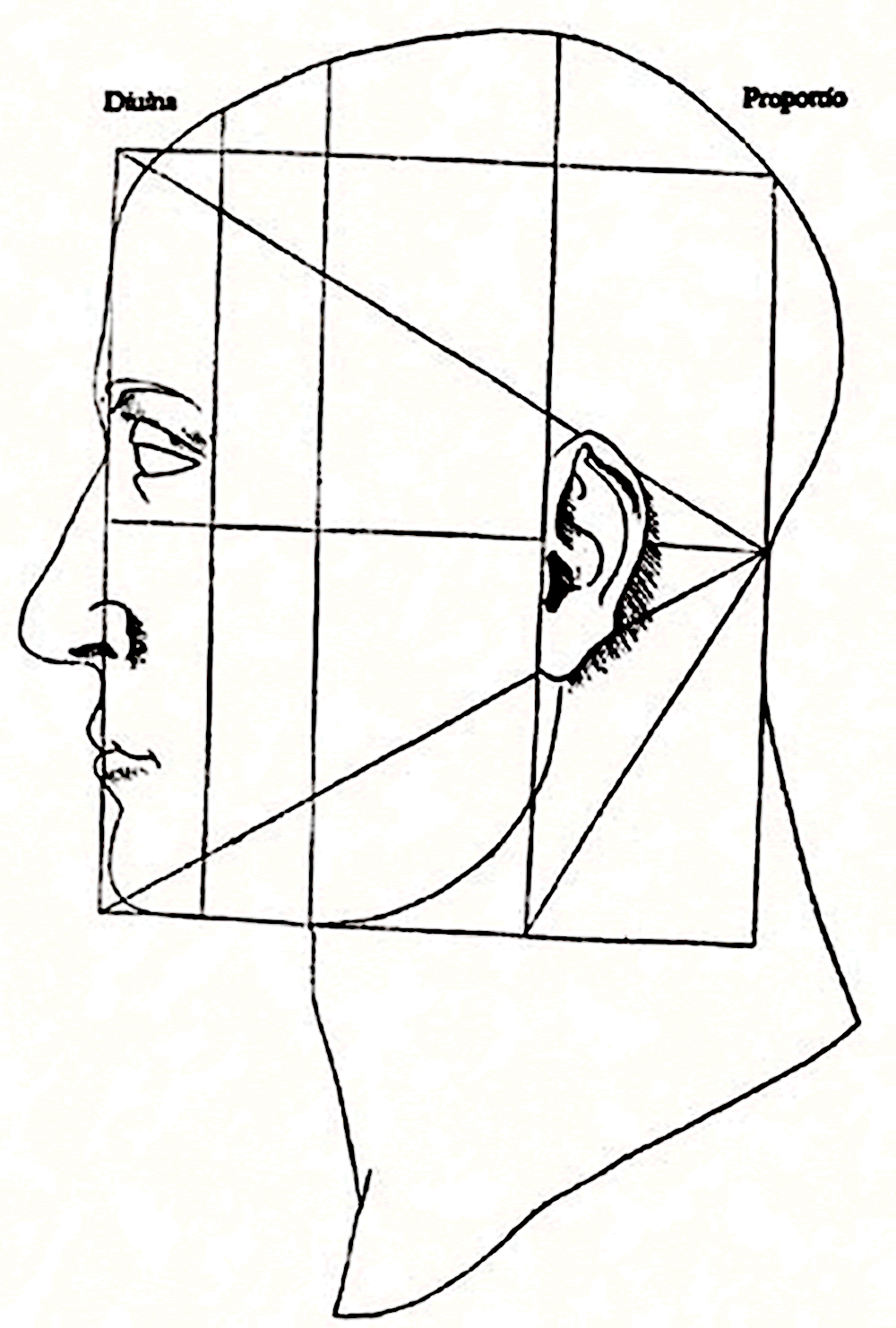
Exemple canònic per a representar el cap humà segons La divina proporció

## Relació de l'obra de Pacioli amb els artistes renaixentistes
Pacioli ha estat en contacte amb nombrosos artistes del seu temps, entre altres el ja citat Leonardo, i també amb Leon Battista Alberti, Piero della Francesca, Melozzo da Forlì i Marco Palmezzano; també cap citar Bramante, Francesco di Giorgio Martini i, potser, Albrecht Dürer. El llibre De Divina Proportione té la influència de més d'un artista de la seva època. Existeix, per altra banda, un retrat de Lucca Pacioli atribuït a Jacopo de'Barbaria i conservat en el museu napolità de Capodimonte, en què el frare i matemàtic de Sansepolcro (Lucca Pacioli) està representat mentre assenyala en una pissarra algunes propietats geomètriques; a la seva destra penja del sostre un poliedre arquimèdic, mentre que a la seva esquerra es troba un personatge considerat per alguns com Durero (encara que més probablement es tracta de Guidobaldo da Montefeltro). L'atribució de tal pintura és controvertida encara i es basa en la interpretació d'una llegenda inserida en la mateixa pintura que diu Iaco Bar Vigennio.